# Мерница
Мерни́ца (бел. Мярніца) — деревня в Кобринском районе Брестской области Белоруссии. Входит в состав Тевельского сельсовета.
По данным на 1 января 2016 года население составило 24 человека в 11 домохозяйствах.

## География
Деревня расположена в 12 км к северо-западу от города Кобрин, 7 км к югу от станции Тевли, в 62 км к востоку от Бреста, у автодороги Р102 Кобрин-Каменец.
На 2012 год площадь населённого пункта составила 0,38 км² (38 га).

## История
Населённый пункт известен с 1563 году как Мерницкий застенок (владение, переданное мернику Климу Тимофеевичу). В разное время население составляло:
- 1999 год: 15 хозяйств, 42 человека;
- 2005 год: 15 хозяйств, 37 человек;
- 2009 год: 28 человек;
- 2016 год[2]: 11 хозяйств, 24 человека;
- 2019 год[1]: 20 человек.

## Уроженцы
- Гришовский, Алексей Васильевич (1904—1990), генерал-майор ВС СССР